# Championnat d'Europe masculin de volley-ball 1989
Navigation
Belgique 1987 Allemagne 1991
Le 16e championnat d'Europe masculin de volley-ball s'est déroulé du 23 septembre au 1er octobre 1989 à Stockholm (Suède).

## Équipes présentes
- Bulgarie
- France
- Allemagne de l'Est
- Allemagne de l'Ouest
- Grèce
- Italie

- Yougoslavie
- Pays-Bas
- Pologne
- Roumanie
- Suède
- URSS

## Composition des poules
| Poule A                                                                               | Poule B                                                        |
| ------------------------------------------------------------------------------------- | -------------------------------------------------------------- |
| Site : Stockholm Bulgarie France Allemagne de l'Est Allemagne de l'Ouest Italie Suède | Site : Örebro Grèce Yougoslavie Pays-Bas Pologne Roumanie URSS |

## Prima fase

### Poule A -Stockholm

#### Classement
| No | Équipe               | Points | Matches | Matches | Matches | Sets | Sets   | Sets  | Points | Points | Points |
| No | Équipe               | Points | joués   | gagnés  | perdus  | pour | contre | Ratio | pour   | contre | Ratio  |
| -- | -------------------- | ------ | ------- | ------- | ------- | ---- | ------ | ----- | ------ | ------ | ------ |
| 1  | Italie               | 9      | 5       | 4       | 1       | 14   | 6      | 2.333 | 277    | 186    | 1.489  |
| 2  | Suède                | 9      | 5       | 4       | 1       | 12   | 8      | 1.500 | 255    | 230    | 1.109  |
| 3  | Bulgarie             | 8      | 5       | 3       | 2       | 12   | 8      | 1.500 | 260    | 222    | 1.171  |
| 4  | France               | 8      | 5       | 3       | 2       | 10   | 9      | 1.111 | 240    | 215    | 1.116  |
| 5  | Allemagne de l'Ouest | 6      | 5       | 1       | 4       | 6    | 13     | 0.462 | 176    | 244    | 0.721  |
| 6  | Allemagne de l'Est   | 5      | 5       | 0       | 5       | 5    | 15     | 0.333 | 170    | 281    | 0.605  |

### Poule B -Örebro

#### Classement
| No | Équipe      | Points | Matches | Matches | Matches | Sets | Sets   | Sets  | Points | Points | Points |
| No | Équipe      | Points | joués   | gagnés  | perdus  | pour | contre | Ratio | pour   | contre | Ratio  |
| -- | ----------- | ------ | ------- | ------- | ------- | ---- | ------ | ----- | ------ | ------ | ------ |
| 1  | URSS        | 10     | 5       | 5       | 0       | 15   | 4      | 3.750 | 258    | 190    | 1.358  |
| 2  | Pays-Bas    | 8      | 5       | 3       | 2       | 11   | 7      | 1.571 | 249    | 169    | 1.473  |
| 3  | Pologne     | 8      | 5       | 3       | 2       | 10   | 7      | 1.429 | 198    | 185    | 1.070  |
| 4  | Yougoslavie | 8      | 5       | 3       | 2       | 11   | 11     | 1.000 | 263    | 289    | 0.910  |
| 5  | Roumanie    | 6      | 5       | 1       | 4       | 5    | 13     | 0.385 | 164    | 242    | 0.678  |
| 6  | Grèce       | 5      | 5       | 0       | 5       | 5    | 15     | 0.333 | 217    | 274    | 0.792  |

## Phase finale

### Places 9 à 11 -Stockholm
|  | Tour de classement   | Tour de classement |                    |   | 9e place    | 9e place    |
|  | Tour de classement   | Tour de classement |                    |   | 9e place    | 9e place    |
|  |                      |                    |                    |   |             |             |
|  | 30 septembre         | 30 septembre       |                    |   | 1er octobre | 1er octobre |
|  | 30 septembre         | 30 septembre       |                    |   | 1er octobre | 1er octobre |
|  | Allemagne de l'Est   | 3                  |                    |   | 1er octobre | 1er octobre |
|  | Allemagne de l'Est   | 3                  |                    |   | 1er octobre | 1er octobre |
|  | Roumanie             | 2                  |                    |   | 1er octobre | 1er octobre |
|  | Roumanie             | 2                  | Allemagne de l'Est | 3 |             |             |
|  | 30 septembre         |                    | Allemagne de l'Est | 3 |             |             |
|  |                      | Grèce              | 2                  |   |             |             |
|  | Grèce                | Grèce              | 2                  | 3 |             |             |
|  | Grèce                |                    |                    | 3 |             |             |
|  | Allemagne de l'Ouest | 0                  |                    |   |             |             |
|  | Allemagne de l'Ouest | 0                  | 11e place          |   |             |             |
|  |                      |                    |                    |   |             |             |
|  | 1er octobre          |                    |                    |   |             |             |
|  |                      |                    |                    |   |             |             |
|  | Allemagne de l'Ouest | 3                  |                    |   |             |             |
|  | Allemagne de l'Ouest | 3                  |                    |   |             |             |
|  | Roumanie             | 2                  |                    |   |             |             |
|  | Roumanie             | 2                  |                    |   |             |             |

### Places 5 à 8 -Stockholm
|  | Tour de classement | Tour de classement |          |   | 5e place    | 5e place    |
|  | Tour de classement | Tour de classement |          |   | 5e place    | 5e place    |
|  |                    |                    |          |   |             |             |
|  | 30 septembre       | 30 septembre       |          |   | 1er octobre | 1er octobre |
|  | 30 septembre       | 30 septembre       |          |   | 1er octobre | 1er octobre |
|  | Yougoslavie        | 0                  |          |   | 1er octobre | 1er octobre |
|  | Yougoslavie        | 0                  |          |   | 1er octobre | 1er octobre |
|  | Bulgarie           | 3                  |          |   | 1er octobre | 1er octobre |
|  | Bulgarie           | 3                  | France   | 3 |             |             |
|  | 30 septembre       |                    | France   | 3 |             |             |
|  |                    | Bulgarie           | 1        |   |             |             |
|  | France             | Bulgarie           | 1        | 3 |             |             |
|  | France             |                    |          | 3 |             |             |
|  | Pologne            | 2                  |          |   |             |             |
|  | Pologne            | 2                  | 7e place |   |             |             |
|  |                    |                    |          |   |             |             |
|  | 1er octobre        |                    |          |   |             |             |
|  |                    |                    |          |   |             |             |
|  | Yougoslavie        | 1                  |          |   |             |             |
|  | Yougoslavie        | 1                  |          |   |             |             |
|  | Pologne            | 3                  |          |   |             |             |
|  | Pologne            | 3                  |          |   |             |             |

### Places 1 à 4 -Stockholm
|  | Demi-finales | Demi-finales |                        |   | Finale      | Finale      |
|  | Demi-finales | Demi-finales |                        |   | Finale      | Finale      |
|  |              |              |                        |   |             |             |
|  | 30 septembre | 30 septembre |                        |   | 1er octobre | 1er octobre |
|  | 30 septembre | 30 septembre |                        |   | 1er octobre | 1er octobre |
|  | Suède        | 3            |                        |   | 1er octobre | 1er octobre |
|  | Suède        | 3            |                        |   | 1er octobre | 1er octobre |
|  | URSS         | 2            |                        |   | 1er octobre | 1er octobre |
|  | URSS         | 2            | Italie                 | 3 |             |             |
|  | 30 septembre |              | Italie                 | 3 |             |             |
|  |              | Suède        | 1                      |   |             |             |
|  | Italie       | Suède        | 1                      | 3 |             |             |
|  | Italie       |              |                        | 3 |             |             |
|  | Pays-Bas     | 0            |                        |   |             |             |
|  | Pays-Bas     | 0            | Match pour la 3e place |   |             |             |
|  |              |              |                        |   |             |             |
|  | 1er octobre  |              |                        |   |             |             |
|  |              |              |                        |   |             |             |
|  | Pays-Bas     | 3            |                        |   |             |             |
|  | Pays-Bas     | 3            |                        |   |             |             |
|  | URSS         | 0            |                        |   |             |             |
|  | URSS         | 0            |                        |   |             |             |

## Palmarès
| Place              | Équipe               |
| ------------------ | -------------------- |
| Médaille d'or      | Italie               |
| Médaille d'argent  | Suède                |
| Médaille de bronze | Pays-Bas             |
| 4                  | URSS                 |
| 5                  | France               |
| 6                  | Bulgarie             |
| 7                  | Pologne              |
| 8                  | Yougoslavie          |
| 9                  | Allemagne de l'Est   |
| 10                 | Grèce                |
| 11                 | Allemagne de l'Ouest |
| 12                 | Roumanie             |